# Teatro San Ferdinando
Le Teatro San Ferdinando est un théâtre situé à Naples, en Italie.
Il porte le nom de Ferdinand Ier, roi de Naples. Situé près du Ponte Nuovo, il se trouve au sud-est du Teatro Totò, dans la partie ouest du quartier Arenaccia. Construit à la fin du XVIIIe siècle, les sièges sont disposés en quatre rangées de gradins. Le théâtre est associé à Eduardo De Filippo et aux productions des années 1950 sous sa direction. Fermé dans les années 1980 et rouvert en 2007, le San Fernando est géré par le Teatro Stabile (it) de Naples.

## Histoire
Construit pendant la période de 1788 à 1790, il ouvre avec l'opéra de Domenico Cimarosa, Il falegname. Un autre opéra de Cimarosa, La Villana Riconosciuta, qui avait été créé à Naples en 1783 au Teatro del Fondo, ouvre la saison du Teatro San Ferdinando en 1791. Dès le début, le théâtre connaît des difficultés, subit différentes administrations, devenant rapidement un lieu pour des compagnies plus petites et pour un public peu aristocratique.
Entre 1814 et 1818, un nouveau bâtiment est construit pour le théâtre, situé sur les murs d'enceinte d'une église profanée. En 1829, il est rarement ouvert. L'acteur de Polichinelle Antonio Petito y joue pour la première fois en 1831 et son arrière-petit-fils, Enzo Petito, s'y produit de nombreuses années plus tard. Le 30 novembre 1843, Marzio Gaetano Carafa, principal de Colubrano, vend le théâtre à Enrico del Prete, qui le sous-loue ensuite à Adamo Alberti (1809-1885), comédien et impresario du Teatro dei Fiorentini. Giovanna d'Arco est joué au San Ferdinando au début de 1855 ; un manuel de 1855 a inclus la critique du théâtre, en notant ses performances d'amateur. En 1886, la saison commence avec l'acteur Federico Stella (1842-1927) qui monte sur scène dans Crescenzo Di Maio. Le typographe Luigi Bartolomeo et l'imprésario Salvatore Golia ont acheté une partie du théâtre. Lors de la saison 1889-1890, le théâtre accueille également le succès d'Eduardo Scarpetta. Golia et sa femme Raffaella Salvatore Bartolomeo (sœur de Luigi), devinrent les seuls propriétaires du théâtre, et il en confia la gestion à son fils Giuseppe. En 1896, le théâtre organise une représentation de San Francisco.
O mese mariano de Salvatore Di Giacomo est créé au San Ferdinando le 24 janvier 1900 Dans les années 1930, Golia, essayant de gérer sa dette, a loué le bâtiment. Le théâtre est transformé en "Cinema Teatro Principe" jusqu'au 3 septembre 1943 lorsque les bombes américaines et allemandes le détruisent presque entièrement. Le 25 février 1948, Golia vend les ruines à De Filippo qui investit dans la reconstruction du théâtre avec ses revenus de ses films et avec des prêts bancaires, formant son Il Teatro di Eduardo. À la suite de l'achat, la SIT Società Imprese Teatrali dirige « Il Teatro di Eduardo » et une deuxième société, « La Scarpettiana ». En 1954, une nouvelle société, "San Ferdinando Film", dirige une série de six spectacles du Il Teatro di Eduardo et De Filippo continue à travailler dans le cinéma pour payer la restauration du théâtre. L'un des spectacles, Palummella zompa e vola (Palummella saute et vole) est une farce d'Antonio Petito, avec De Filippo dans le rôle de Pulcinella (Polichinelle). En 1956, la compagnie devient "Il Teatro San Ferdinando srl" et le théâtre est amélioré pour contenir 1 150 places. À son apogée à la fin des années 1950, le théâtre comprenait des acteurs tels que Enzo Cannavale, Ettore Carloni, Gennarion Palumbo, Pietro Carloni, Lello Grotta, Enzo Petito, Pietro De Vico, Cilelia Matania, Graziella Marina, Pupella Maggio, Antonio Casagrande, Angela Pagano, Anna Maria Colonna, Nina De Padova, Riccardo Grillo, Vittorio Ardesi, Giorgio Manganelli, Liana Tronche, Maria Hilde Renzi, Andrea Biello, Olga D'Ajello, Scilla Vannucci et Nico Da Zara. Les dettes obligent cependant De Filippo à dissoudre la Scarpettiana en 1960 et à fermer le San Fernando en 1961. En 1964, le théâtre devient la "Teatrale Napoletana", compagnie fondée par Paolo Grassi et Giorgio Strehler, fondateurs et propriétaires du Piccolo Teatro di Milano. Le programme était ambitieux et prestigieux : un pont culturel entre deux réalités très différentes, Naples et Milan.
De Filippo continue d'être impliqué dans le théâtre et, au début des années 1970, il décide de créer un centre de recherche et un musée au théâtre, les Archives d'Eduardo De Filippo. En 1996, le théâtre est offert par le fils de De Filippo, Luca, à la ville de Naples pour être restauré en salle de spectacle. Les archives ont été transférées l'année suivante à la Società Napoletana di Storia Patria. Le 30 septembre 2007, après de nombreuses années de restauration et de gros investissements, San Fernando rouvre ses portes avec La Tempête de Shakespeare, dans la traduction faite en 1984 par Eduardo De Filippo. Le San Ferdinando est géré par le Teatro Stabile (it) de Naples.